# Circus De Kock
Circus De Kock was een Belgisch familiecircus bestaande uit kinderen van de Brusselse loodgieter Antoine De Kock.

## Biografie
Minstens vier van de vele kinderen van Antoine De Kock vonden de weg naar het circusleven.
De oudste zoon Hubert (Brussel, 1863 - Los Angeles, 1936) was lid van een turnclub. Hij werd acrobaat en sloot zich aan bij een groep grondacrobaten waarmee hij naar Amerika trok.
Rond 1893 was er een troep balanceeracrobaten onder de naam De Kock.
Terug uit Amerika startte Hubert een circus dat in het begin vooral in Frankrijk actief was.
Vanaf de eeuwwisseling bezocht Circus De Kock de foren van Duinkerke, Lyon, Orléans Perpignan, Brussel, Antwerpen, Luik, Verviers, Oostende, Gent, Konstanz en Genève.
In 1903 bij de plechtige opening van het Antwerpse Hippodroompaleis startte het circus er een wekenlange reeks van optredens. Ze zouden er nog meermaals terugkeren. In 1906 gingen ze als eerste Belgische circus met een tent op tour. Een jaar later, toen het circus het grootste van België was, stopte Hubert ermee. Enige tijd later ging hij in op een interessante aanbieding uit Amerika. Hij vertrok en kwam nooit meer terug naar België. Hij overleed kort na zijn echtgenote te Los Angeles in 1936.

## Leden
- Hubert De Kock (Brussel, 1863-Los Angeles, 1936) artiestennaam August, gehuwd met Alice Davies (1870).
- Joseph 'Joe' De Kock (Brussel - Sarasota, 1973), gehuwd met Laura Clarke
- Barbe 'Antoinette' De Kock, gehuwd met Romain Chabre
- Marie De Kock, gehuwd met Victor-Joseph Chabre

### Joseph
In 1904 vormde Joseph een eigen acrobatentroep met zijn echtgenote, een neef en Antoine Lefevre. Eind dat jaar vertrokken ze vanuit Antwerpen per schip naar New York. Daar startten ze met balanceeracts en vanaf 1906 waren ze actief bij de Ringling Brothers. Daarna zou het echtpaar als Joe De Koe optreden bij Barnum and Bailey en de Ringling Brothers.
Einde 1921 ging Joseph rentenieren. Hij keerde nog naar Brussel terug maar overleed uiteindelijk in 1973 in Sarasota.

### De zussen
De zussen huwden met de broeders Chabre die uit een oude Franse circusfamilie stamden. Naar familiale overlevering van de Chabri's waren hun voorouders reeds in de 16de eeuw actief op Franse kermissen.
De gezinnen van de zusters en hun kinderen maakten vervolgens furore met fietsenacrobatie onder de namen: les Reading, les 3, 4, 5 of 6 Reading al naargelang de samenstelling van het moment.

## Producties

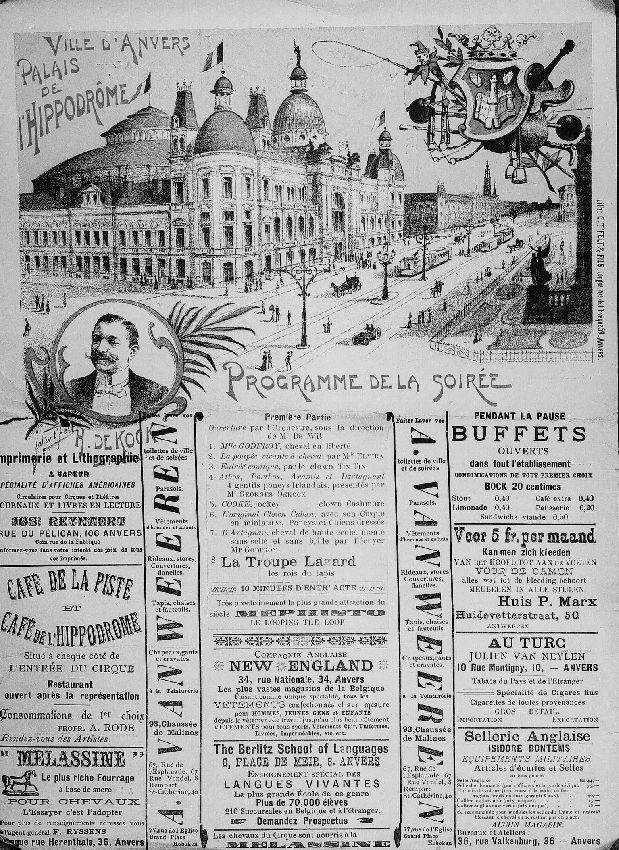
Palais de l'Hippodrôme
Cirque H. De Kock
Programme de la soirée

Het circus maakte diverse acts op basis van pantomime en acrobatie en met veel aandacht voor de choreografie.
- opening van de Antwerpse Hippodroom op 11 april 1903
- Le rêve d’un sculpteur
- La fille du désert
- Pantomime nautique
- Les boers ou la Guerre au Transvaal
- Une fête de Nuit à Pekin, uitgevoerd door 200 personen en een balletkorps
- Napoléon
- Le barbier de Séville - De barbier van Sevilla : oorspronkelijk Il barbiere di Siviglia van Gioacchino Rossini.
- La vie Bohémienne
- Het kind van het woud - L’enfant de la forêt was een groots spektakel op de Grote Markt van Kortrijk met een uitgegraven rivier, ruiters, paarden en honden. Dit spektakel was geïnspireerd op de meervoudig verfilmde western over een onderwijzer en een wild meisje Melissa 'M'liss' Smith. Haar verkorte naam was tevens de titel van de Engelstalige verfilmingen in 1915, 1918 en 1936.[4]